# The Mission
The Mission —conocidos como The Mission UK en los Estados Unidos para diferenciarlos de una agrupación de rhythm and blues de Filadelfia— es una banda británica de rock gótico formada en 1986 en Leeds por los exmiembros de The Sisters of Mercy, Wayne Hussey y Craig Adams. 
Alcanzaron una gran fama en Norteamérica y Europa, pero especialmente en el Reino Unido gracias a los álbumes God's Own Medicine (1986), Children (1988) y Carved in Sand (1990), por mencionar algunos. Sin embargo, la salida de dos de sus integrantes originales a principios de 1992, llevó a la banda a un declive comercial y con ello a su primera separación en 1996. En 1999 Wayne decidió reformar el grupo con nuevos músicos, donde lanzaron nuevos álbumes de estudio y a su vez estuvieron en extensas giras, pero por decisión del vocalista se tomaron un receso indefinido en 2008. En 2011, con motivos de la conmemoración del 25° aniversario, Wayne Hussey, Craig Adams, Simon Hinkler y el baterista Mike Kelly se reunieron para una extensa gira que los llevó a varios países del mundo. Posteriormente, publicaron los álbumes The Brightest Light (2013) y Another Fall from Grace (2016). En 2022, Kelly dejó la banda y fue sustituido por Alex Baum
The Mission es considerada como una de las «bandas fundamentales de la invasión británica de rock gótico» y hasta el 2013 se estimó que sus discos superaban los cuatro millones de copias vendidas.

## Historia

### Inicios
A mediados de 1985, Wayne Hussey (voz y guitarra) y Craig Adams (bajo) abandonaron The Sisters of Mercy después de tener un altercado con Andrew Eldritch. Al poco tiempo el dúo comenzó a escribir las primeras ideas para un eventual álbum de estudio, pero ante la ausencia de una batería y sin ganas de incluir una caja de ritmos solicitaron ayuda al baterista Mick Brown de Red Lorry Yellow Lorry, que antes de finalizar el año ingresó como miembro activo a la banda. Por su parte, como Hussey fungiría como vocalista, la banda consideró contratar a un segundo guitarrista para las presentaciones en vivo y para ello escogieron a Simon Hinkler de Artery, quien también sabía tocar los teclados. Ya como cuarteto, dieron su primer concierto el 20 de enero de 1986 en el recinto Alice in Wonderland de Londres con el nombre The Sisterhood.
Mientras estaban de gira con The Cult por Europa, su excompañero Andrew Eldritch lanzó el disco Gift con un proyecto llamado The Sisterhood, que trajo problemas legales entre ambas agrupaciones debido al uso del nombre. Debido a ello, Hussey optó por cambiarlo a The Mission que según él fue elegido debido a su educación mormona en alusión a los misioneros de dicha religión, no obstante, Craig Adams mencionó que lo escogieron por su marca preferida de altavoces llamada precisamente Mission. Como Hussey y Adams aún tenían sus contratos vigentes con el sello WEA, el mánager Tony Perrin estimó necesario publicar algunos sencillos antes de comenzar una gira por Europa; en mayo de 1986 se lanzó al mercado «Serpent's Kiss» y dos meses más tarde fue publicado «Garden of Delight». Ambos sencillos lograron entrar en la lista UK Singles Chart en los puestos 70 y 49 respectivamente.

### El álbum debut y la década de los noventa

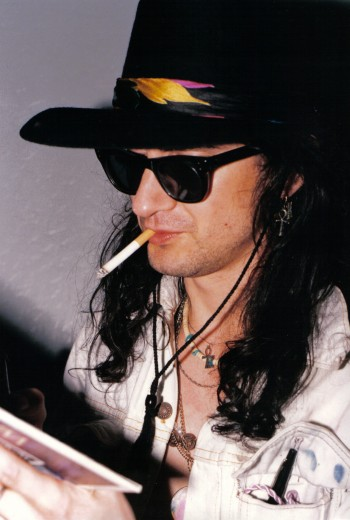
Wayne Hussey en San Francisco en 1987

La positiva recepción del público británico a los dos sencillos lanzados previamente les permitió firmar un nuevo contrato con el sello Phonogram en julio de 1986. Al mes siguiente comenzaron la grabación de su primer álbum denominado God's Own Medicine que salió a la venta en noviembre del mismo año. Apoyado por los sencillos «Stay With Me», «Severina» y «Wasteland», el disco alcanzó el puesto 14 en la lista UK Albums Chart y antes de finalizar el año recibió disco de plata por el organismo certificador inglés, luego de superar las sesenta mil copias vendidas. Para promocionar el disco la banda inició en 1987 la gira World Crusade Tour que les permitió tocar por varias ciudades del Reino Unido y en algunos países europeos, en ocasiones como teloneros de The Cult. En junio tocaron por primera vez en los Estados Unidos, en donde tuvieron que modificar su nombre a The Mission UK para no ser confundidos con una banda de rhythm and blues de Filadelfia. Durante algunos conciertos por Norteamérica compartieron escenario con The Psychedelic Furs. En 1987 salió a la venta el álbum recopilatorio The First Chapter que contiene los sencillos previos a su álbum debut, algunas versiones extendidas y covers de otros artistas como «Like a Hurricane» de Neil Young y «Dancing Barefoot» de Patti Smith.
Con la producción del bajista de Led Zeppelin, John Paul Jones, en 1988 publicaron Children que logró el puesto 2 en la lista musical británica y fue certificado con disco de oro tan solo tres días después de su lanzamiento. La respectiva gira llamada Children Play les permitió dar una serie de presentaciones por Europa y Norteamérica, en este último lugar telonearon los conciertos de Robert Plant. A su vez, se presentaron por primera vez en Brasil, Paraguay, Argentina y Uruguay, fechas que fueron documentadas por los propios fanáticos en un VHS denominado South America, y dieron algunos conciertos por Japón, para terminar el año con fechas por el Reino Unido. A principios de 1989, Hussey comenzó a escribir material para el futuro disco, pero las sesiones fueron interrumpidas por unas presentaciones en algunos festivales de música como banda de apoyo a The Cure. Después de una pequeña gira por Escocia y un show en el Festival de Reading, la banda regresó a los estudios para grabar su tercer álbum de estudio. Carved in Sand, lanzado en 1990, logró la séptima posición en el Reino Unido y fue certificado con disco de oro luego de superar las 100 000 copias vendidas. Además, los sencillos «Deliverance» y «Butterfly on a Wheel» entraron en el conteo Modern Rock Tracks en los puestos 6 y 23, siendo los primeros éxitos de la banda en posicionarse en alguna lista de los Estados Unidos. Antes de iniciar la gira promocional del álbum crearon la banda tributo The Metal Gurus con la que versionaban a varios artistas del glam rock. A pesar de que nació como un juego, en ocasiones compartieron algunas presentaciones en vivo con The Wonder Stuff.

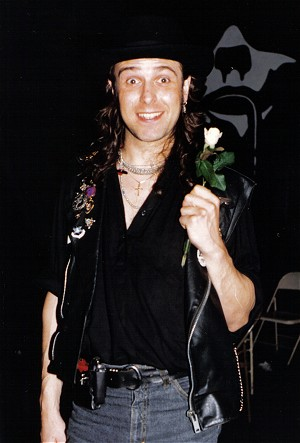
Mick Brown en Santa Clara, California en mayo de 1987

En febrero de 1990 se dio inicio a la gira World Deliverance Tour, que les permitió tocar por primera vez en Australia y Nueva Zelanda. Durante la primera parte europea, los conciertos agendados en Francia tuvieron que ser cancelados debido a que Simon Hinkler fue diagnosticado con escarlatina, por lo que estuvo alejado de la escena musical durante un par de días. Más tarde, en abril, comenzaron los primeros problemas entre los músicos que significó la salida de Hinkler luego de una presentación en el recinto Metropolis de Montreal, Canadá. Para terminar el resto de las presentaciones por Norteamérica, la banda contó con varios artistas como ayudantes entre ellos Tim Bricheno de All About Eve; ya en la segunda mitad de 1990, Paul «Etch» Etchells de Ghost Dance los ayudó como segundo guitarrista y tecladista. No obstante, antes de terminar la gira Hinkler apareció como músico invitado en los conciertos de Leeds y en el Brixton Academy de Londres.
Con tan solo nueve meses de diferencia se lanzó el disco Grains of Sand, que contiene temas que fueron grabados durante la producción anterior pero que no fueron incluidos, entre ellos los covers «Mister Pleasant» de The Kinks y «Love» de John Lennon. El disco alcanzó el lugar 28 en la lista musical inglesa y fue apoyado por el sencillo «Hand Across the Ocean» que logró misma posición pero en el conteo de sencillos del Reino Unido. Por aquel entonces, Hinkler se reunió brevemente con el resto de la banda para resucitar el proyecto The Metal Gurus con el fin de grabar una versión de «Merry Xmas Everybody», junto con Noddy Holder y Jim Lea de Slade, para apoyar el servicio de asesoramiento inglés Childline. Después de un descanso de varios meses, Hussey comenzó a explorar otros estilos musicales como la música folclórica y los ritmos electrónicos, en compañía del ingeniero de sonido Joe Gibb. Este nuevo enfoque musical fue presentado en un concierto en el Finsbury Park en 1991, en donde fueron invitados los músicos Maartin Allcock de Fairport Convention y Anthony Thistlethwaite de The Waterboys. En 1992 salió al mercado el álbum Masque que fue el último con Craig Adams, ya que al poco tiempo de su publicación renunció por no estar de acuerdo con el estilo que Hussey había agregado a la banda. El quinto disco de estudio logró el puesto 23 en la lista inglesa y también recibió reseñas mixtas por parte de la prensa especializada.

### Nueva formación y la primera separación

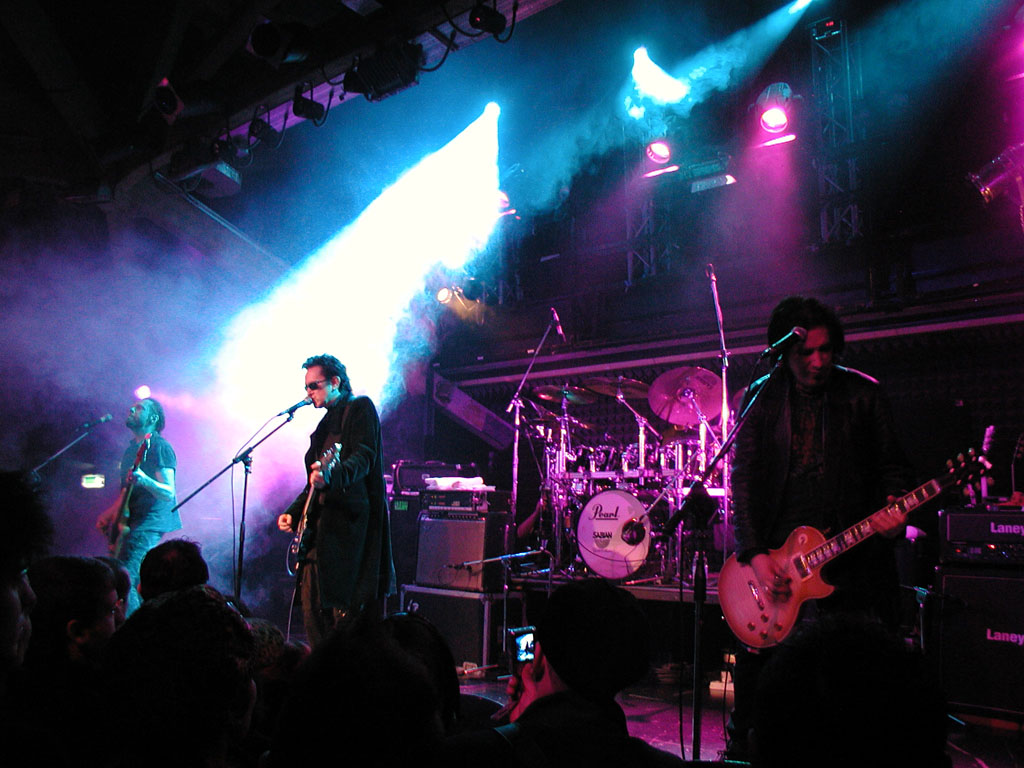
The Mission en vivo en 2008

Ante la salida de Hinkler y Adams, Hussey y Brown tuvieron que reformar la banda con nuevos músicos y para ello convocaron al guitarrista Mark Thwaite de Spear of Destiny, al tecladista Rick Carter de Pendragon y al bajista Andy Cousin de All About Eve, alineación que dio varias presentaciones por Europa durante la segunda mitad de 1993 y el primer semestre de 1994. En 1993, se lanzó el primer álbum en vivo denominado "No Snow, No Show" for the Eskimo, cuyas canciones fueron registrada por la BBC en los conciertos en Mánchester (1988) y en Wembley (1990). A principios de 1994, Hussey junto al productor Martin Glover remasterizaron el tema «Tower of Strength» para promocionar el álbum recopilatorio Sum and Substance. El disco incluyó las mejores canciones de la banda y dos temas inéditos; «Afterglow» —escrita y tocada en vivo en 1993— y «Sour Puss» —que relata la salida de Adams—. A finales de 1994 la banda terminó el contrato con los sellos Mercury y Phonogram, para firmar con la multinacional Sony Music. Con la nueva casa discográfica publicaron en febrero de 1995 el disco Neverland, que fue el primero en no aparecer en los top 40 en las listas británicas. Luego de presentarse en varias ciudades de Europa, en su mayoría en Alemania y el Reino Unido, en marzo de 1996 Hussey comenzó a escribir las canciones del siguiente disco denominado Blue, que lanzado en junio del mismo año, solo alcanzó el puesto 73 de la lista musical británica. La popularidad de la banda había descendido en varios países, por ello la gira promocional de Blue solo se llevó a cabo en Alemania, Bélgica, Inglaterra, Países Bajos y España, durante junio y julio de 1996. Después de diez años de carrera, Hussey y Brown decidieron ponerle fin a The Mission en el mismo año luego de una presentación en Johannesburgo, Sudáfrica.

### Reformación y el receso indefinido

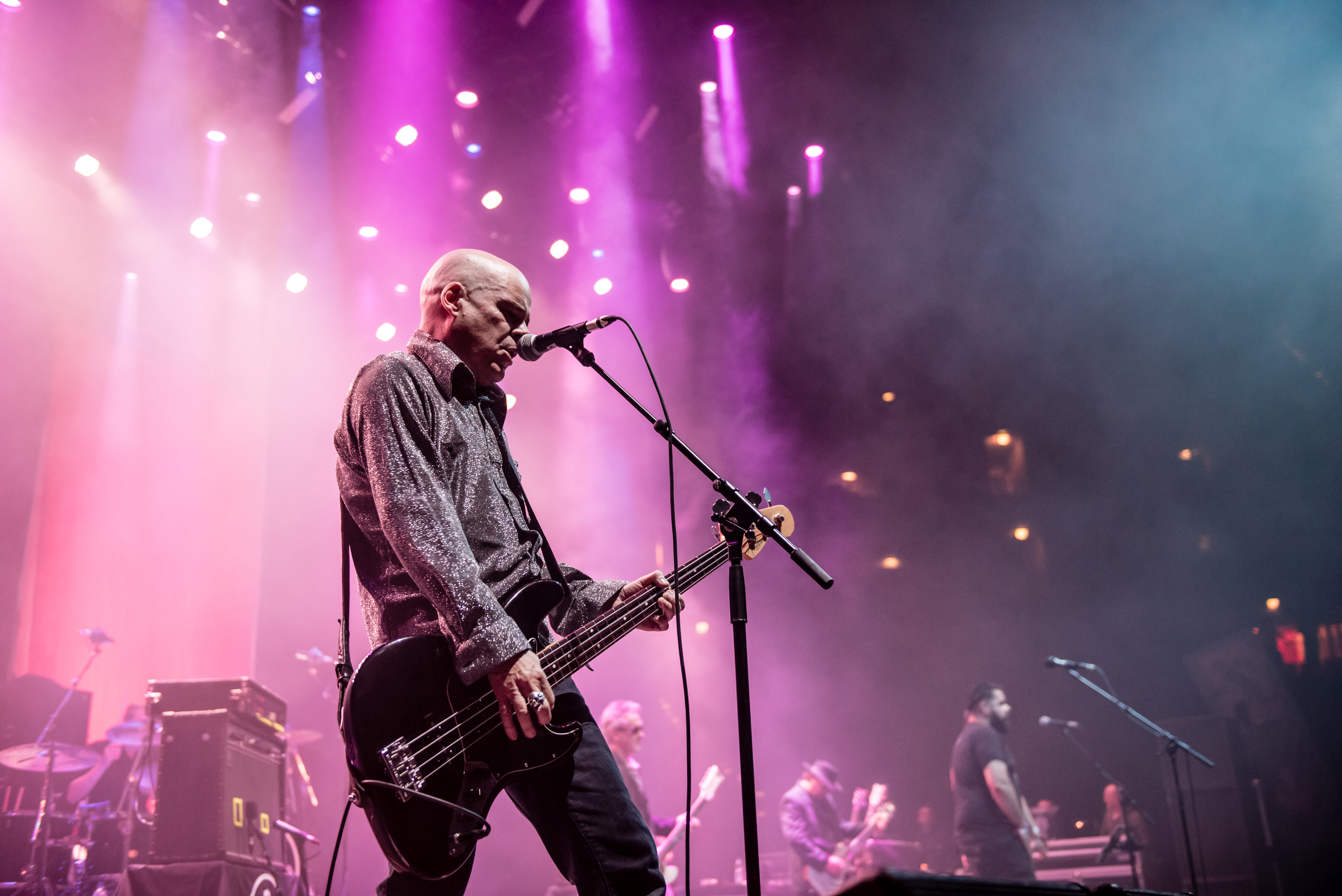
Craig Adams en 2015

Luego de tres años alejados de la industria musical, Hussey y Adams decidieron revivir la agrupación con la ayuda de Mark Thwaite y el exbaterista de The Cult, Scott Garrett. En 1999, The Mission regresó a los escenarios con la gira Resurrection Tour que les permitió tocar por los Estados Unidos con Gene Loves Jezebel y por el Reino Unido con All About Eve. La positiva recepción del público motivó al sello Cleopatra a lanzar el recopilatorio Resurrection en noviembre de 1999, e incluso la gira fue extendida hasta el año 2000. Con el nombre de Reacon 2000 Tour, la gira los llevó a otros países del mundo como por ejemplo Chile y Grecia, y les permitió tocar en varios festivales europeos como el M'era Luna Festival. A finales del año 2000, The Mission entró a los estudios para lanzar en noviembre de 2001 el álbum Aura, que significó el gran regreso a los sonidos de la década de los ochenta y que se vio reflejado en las listas musicales principalmente en la alemana, en donde estuvo en el primer lugar por ocho semanas en la lista de música alternativa de ese país. Para promocionarlo salieron de gira como artista invitado de los fineses HIM por algunas ciudades de Alemania y como artista principal en otros países.
Al poco tiempo del lanzamiento de Aura comenzaron de nuevo los problemas internos en la banda, Mark Thwaite fue sustituido por Rob Holliday —guitarrista de Gary Numan— y Adams anunció su salida mientras se encontraban en Brasil como parte de la gira sudamericana de 2002. Para terminar las últimas presentaciones de ese año, Hussey realizó un show acústico acompañado solo de guitarras y la batería. En 2003, Garrett también se fue de la banda y para cubrir los puestos de bajista y baterista, fueron contratados Richard Vernon y Steve Spring, respectivamente. En los siguientes dos años la banda se embarcó en una extensa gira mundial, cuya presentación en Colonia (Alemania) fue escogida para grabar el primer DVD Lightning the Candles, publicado en 2005. Antes de terminar el tour europeo de 2005, Twhaite regresó a la banda para reemplazar a Holliday que había sido solicitado para salir de gira con The Prodigy.
En 2006, el sello Universal publicó el recopilatorio Anthology: The Phonogram Years como parte de la celebración de los primeros veinte años de carrera de The Mission. Después de seis años, la banda publicó el noveno álbum de estudio God Is a Bullet (2007), que obtuvo positivas reseñas por parte de la prensa especializada a tal punto que fue considerado como el gran regreso del sonido clásico de la agrupación, según el sitio Allmusic. Durante la gira promocional, específicamente entre los meses de febrero y enero de 2008, la banda ofreció cuatro conciertos en el Shepherds Bush Empire de Londres, dedicado a cada uno de los cuatro primeros discos. Las grabaciones de los cuatro shows fueron lanzados en 2018 como una caja recopilatoria con el título de For Ever More - Live at London Shepherds Bush Empire. Cabe mencionar que mencionadas presentaciones fueron las últimas fechas de la gira de God Is a Bullet, ya que Hussey anunció que la banda se tomaría un receso indefinido para enfocarse en sus proyectos personales.

### 25° aniversario y el presente

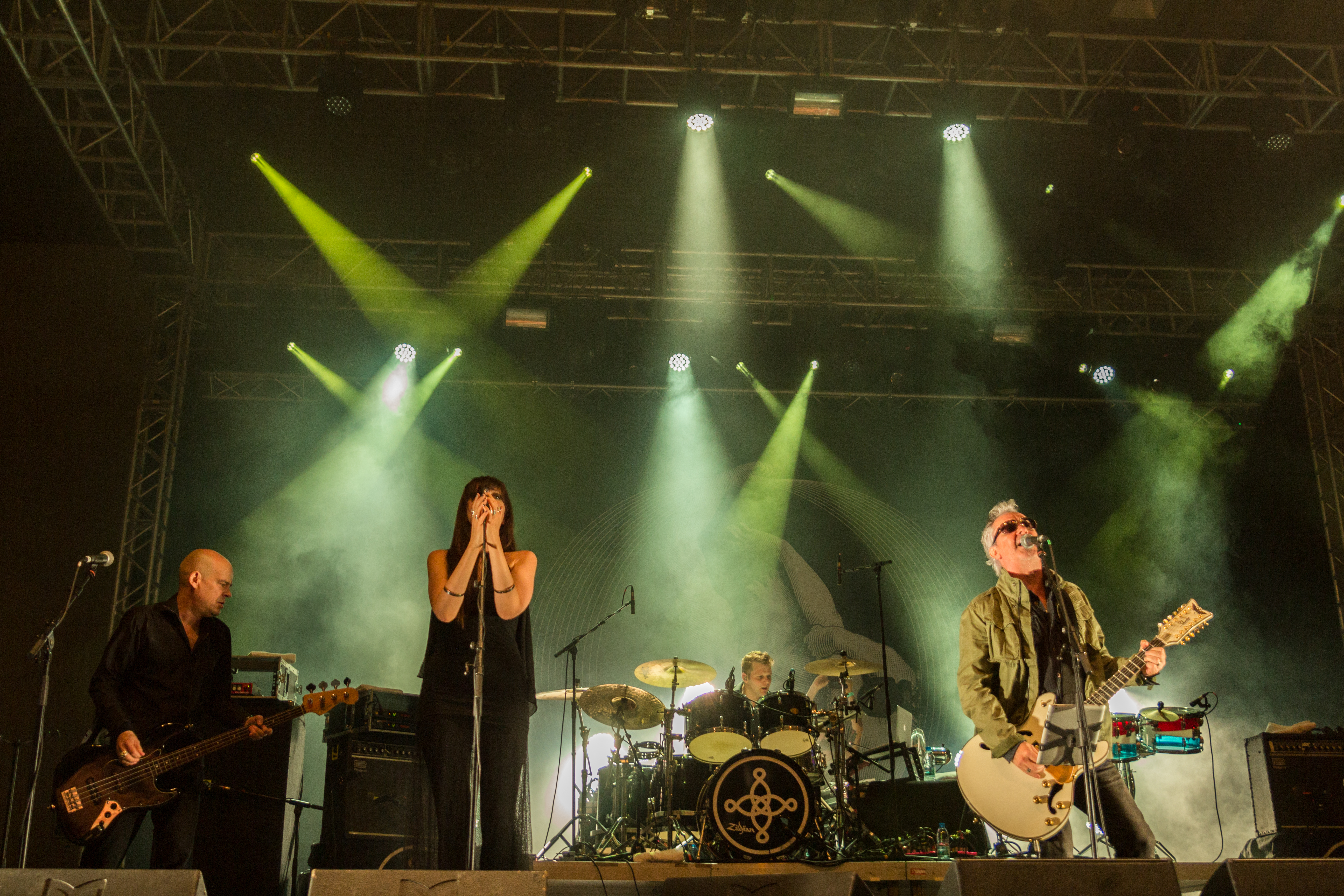
The Mission en vivo en Leipzig, en 2017

En 2010, el sello SPV lanzó al mercado el disco Dum-Dum Bullets que contiene algunas canciones descartadas durante la grabación de God Is a Bullet. Por aquel mismo período, el equipo de trabajo de Hussey le sugirió reunir a la primera alineación de la banda para así celebrar el 25° aniversario, pero al principio rechazó la idea ya que estaba enfocado en otros proyectos. No obstante, para mitad de año anunció que podrían reunirse ya que Simon Hinkler y Craig Adams habían aceptado la propuesta, pero que Mick Brown no tenía ningún interés de participar. El 10 de octubre de 2011 en el recinto Brixton Academy de Londres se dio inicio a la gira denominada XXV Anniversary Tour, que finalmente no contó con Mick Brown quien fue sustituido por Mike Kelly de la banda Spear of Destiny. El éxito de las presentaciones de 2011, permitió extender la gira hasta el 2012 con shows en Europa y Sudamérica.
A principios de 2013, Hussey confirmó la grabación de un nuevo disco que finalmente salió al mercado en septiembre del mismo año con el título de The Brightest Light. La banda se embarcó en una extensa gira hasta el 2015, con presentaciones en el Reino Unido, Alemania, Sudamérica, Canadá y los Estados Unidos. En 2016, se puso a la venta el álbum Another Fall from Grace que se convirtió en la primera producción de The Mission desde Blue de 1996 en ingresar en la lista inglesa (puesto 38). La publicación del duodécimo disco de estudio coincidió con el 30.º aniversario, el cual se celebró con una extensa gira durante el 2016 y 2017. Después de girar con Alice Cooper en noviembre de 2017, Hussey decidió tomar un descanso para 2018 con una excepción en mayo en donde se presentó en algunos países pero como solista.

### Giras musicales post pandemia
En 2020 se embarcaron en una nueva gira titulada The United European Party Tour, que incluía dos presentaciones por cada ciudad en las que tocaron dos diferentes listas de canciones. Esta comenzó el 29 de febrero en Birmingham, pero después de diez shows la gira se suspendió debido a la pandemia de COVID-19. En primera instancia, las fechas restantes se programaron para marzo y abril de 2021, pero al final se trasladaron para 2022 bajo el título de Deja Vu Tour. En ese mismo año, el baterista Mike Kelly dejó la banda y fue sustituido por Alex Baum. En total, la gira Deja Vu se extendió hasta el 2023 y con cerca de 150 conciertos en treinta países teminó el 23 de octubre de 2023 en el Roundhouse de Londres. En 2024, nuevamente realizaron una gira de conciertos que les permitió visitar varios países de Norteamérica, Latinoamérica y Europa.

## Miembros

### Miembros actuales

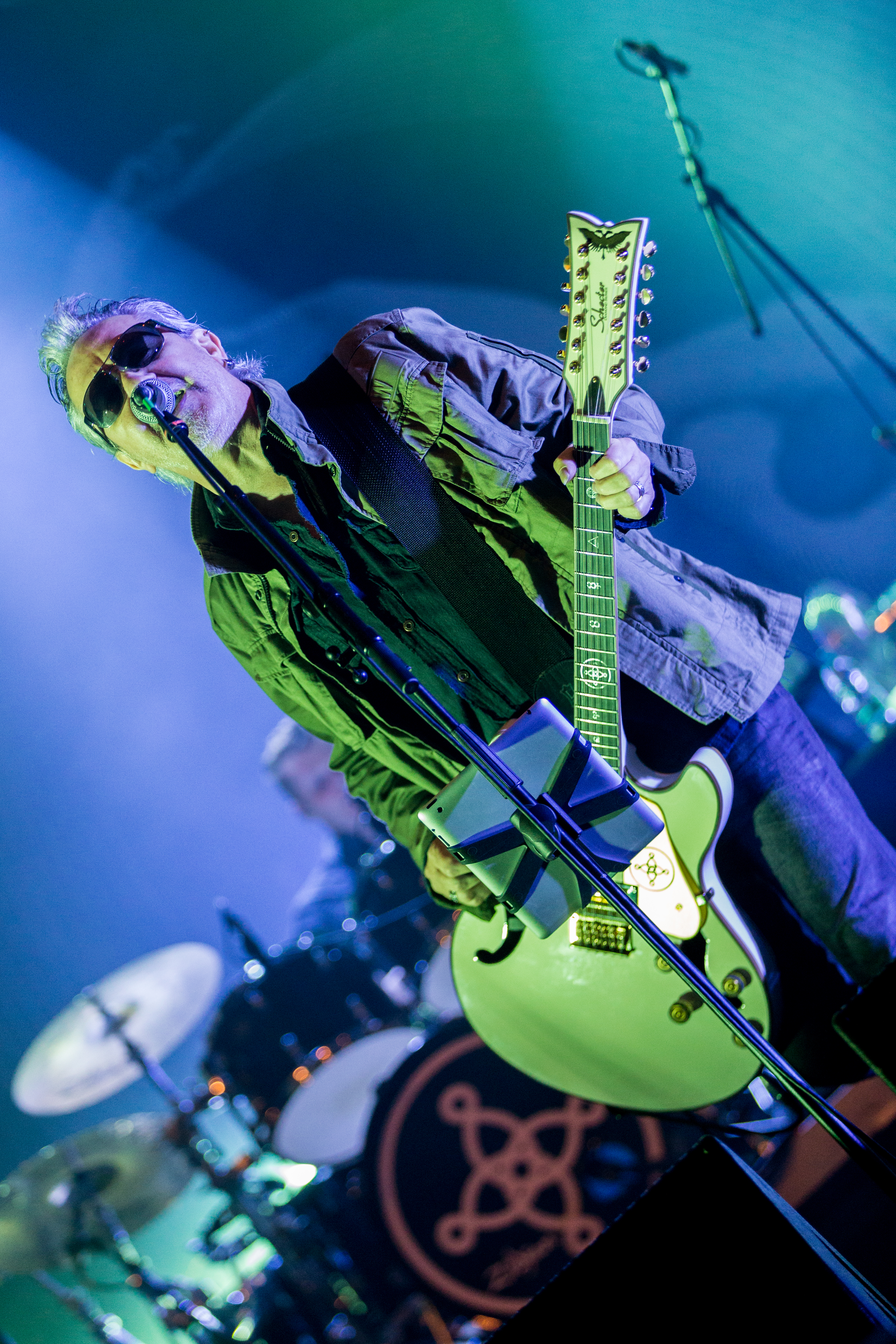
Wayne Hussey voz y guitarra (1986-1996, 1999-presente)
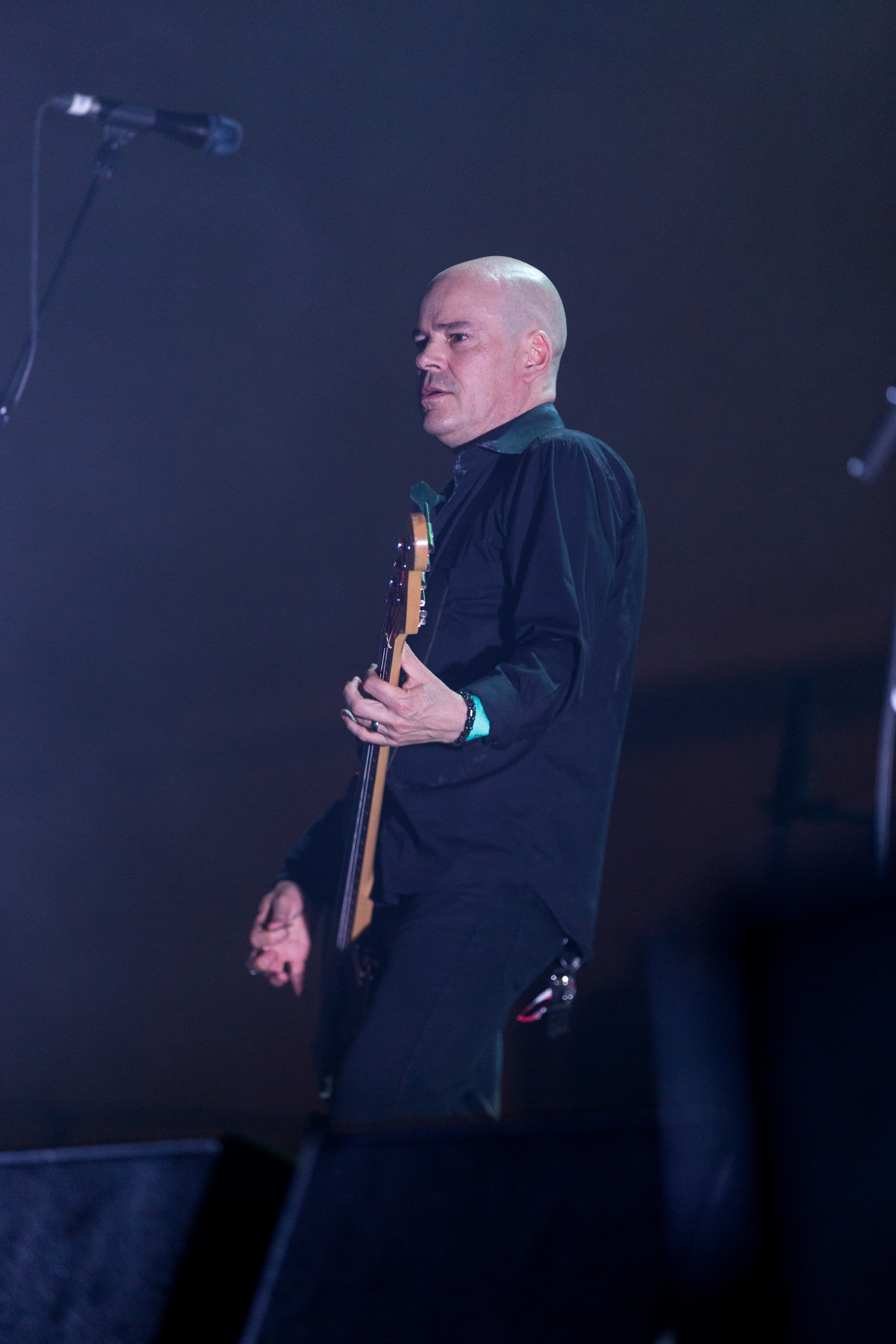
Craig Adams bajo eléctrico (1986-1992, 1999-2002, 2011-presente)
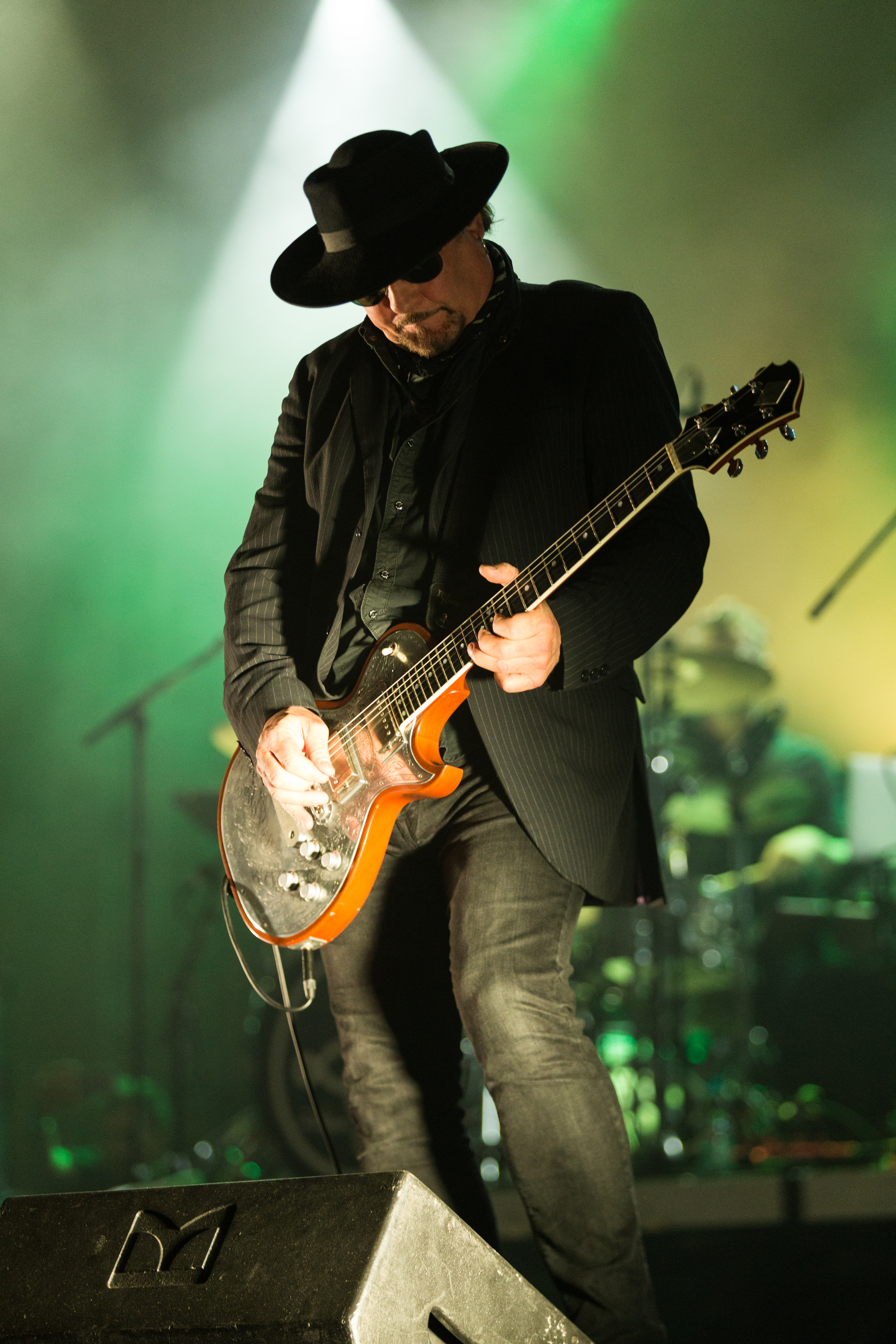
Simon Hinkler guitarra (1986-1990, 2011-presente)
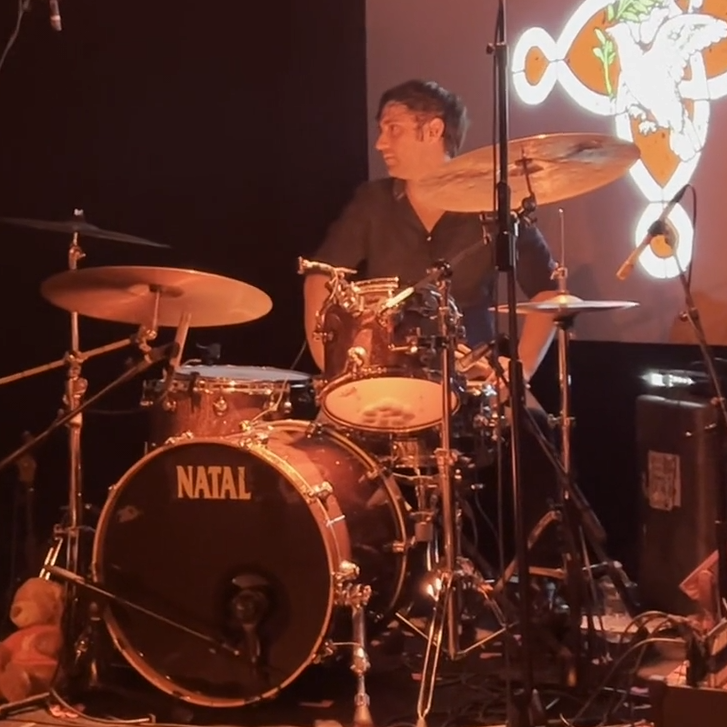
Alex Baum batería y percusión (2022-presente)

### Antiguos miembros
| - Mick Brown: batería (1986-1996) - Scott Garrett: batería (1999-2003) - Steve Spring: batería (2003-2008) - Paul Etchells: guitarra (1991-1993) | - Mark Thwaite: guitarra (1993-1996, 1999-2001, 2005-2008) - Rob Holliday: guitarra (2001-2005) - Andy Cousin: bajo (1993-1996) - Richard Vernon: bajo (2003-2008) - Mike Kelly: batería (2011-2022) |

## Discografía
Artículo principal: Anexo:Discografía de The Mission

### Álbumes de estudio
- 1986: God's Own Medicine
- 1988: Children
- 1990: Carved in Sand
- 1990: Grains of Sand
- 1992: Masque
- 1995: Neverland
- 1996: Blue
- 2001: Aura
- 2007: God Is a Bullet
- 2010: Dum-Dum Bullets
- 2013: The Brightest Light
- 2016: Another Fall from Grace

## Biografía
- Roach, Martin (1993). The Mission: Names Are from Tombstones, Baby. Independent Music Press. ISBN 978-1897783016.